# Nikon D50

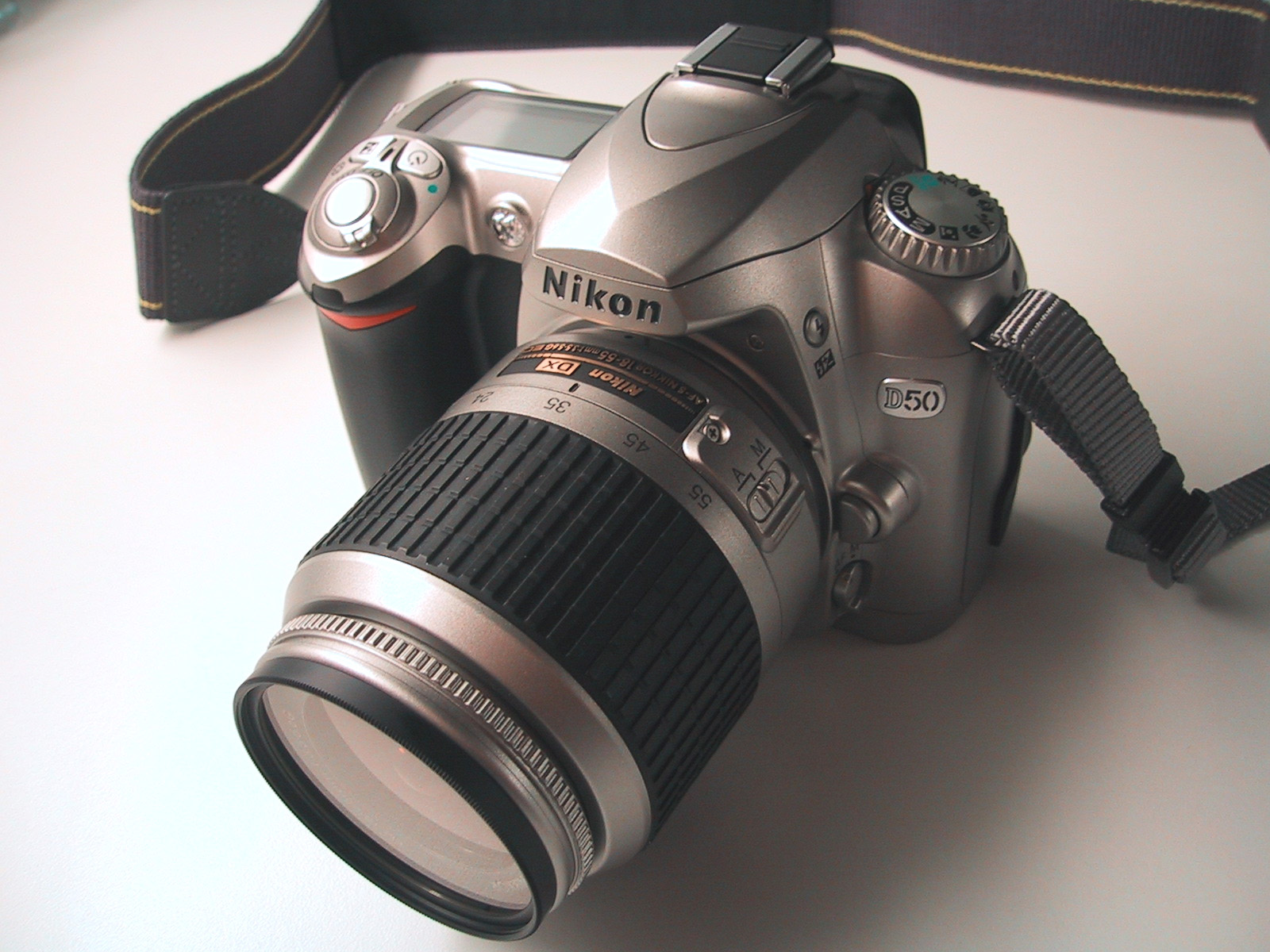

Nikon D50 — цифровий дзеркальний фотоапарат початкового рівня компанії Nikon. Представлений 20 квітня 2005 року, надійшов у продаж у червні 2005 року. Рекомендована вартість на початку продаж — 799 доларів США за фотоапарат без об'єктиву і 899 доларів США за комплект з об'єктивом Nikkor 18-55 мм F3.5-5.6G AF-S DX.
Оснащений матрицею 23,7 × 15,6 мм формату Nikon DX з роздільною здатністю 6,1 мегапікселів (роздільна здатність знімка: 3008 × 2000).
Камера дозволяє зберігати знімки у форматах JPEG і NEF. Для збереження використовується карта пам'яті формату SD.